# Physacanthus
Tribu
Genre
Physacanthus Benth. est un genre de plantes à fleurs de la famille des Acanthaceae. C'est le genre type et le seul genre de la tribu des Physacantheae (tribu monotypique).

## Liste d'espèces
Selon Catalogue of Life (9 janvier 2018) :
- Physacanthus batanganus (J. Braun & K. Schum.) Lindau
- Physacanthus nematosiphon Rendle & Britten
- Physacanthus talbotii S. Moore

Selon NCBI (9 janvier 2018) :
- Physacanthus batanganus
- Physacanthus cylindricus
- Physacanthus nematosiphon

Selon The Plant List (9 janvier 2018) :
- Physacanthus batanganus (J.Braun & K.Schum.) Lindau
- Physacanthus nematosiphon (Lindau) Rendle & Britten
- Physacanthus talbotii S. Moore

Selon Tropicos (9 janvier 2018) (Attention liste brute contenant possiblement des synonymes) :
- Physacanthus batanganus (G. Braun & K. Schum.) Lindau
- Physacanthus cylindricus C.B. Clarke
- Physacanthus lucernarius N. Hallé
- Physacanthus nematosiphon (Lindau) Rendle & Britton
- Physacanthus talbotii S. Moore